# Łęczna (gemeente)
De gemeente Łęczna is een stad- en landgemeente in het Poolse woiwodschap Lublin, in powiat Łęczyński.
De zetel van de gemeente is in Łęczna.
Op 30 juni 2004 telde de gemeente 25 288 inwoners.

## Oppervlakte gegevens
In 2002 bedroeg de totale oppervlakte van gemeente Łęczna 74,9 km², waarvan:
- agrarisch gebied: 82%
- bossen: 4%

De gemeente beslaat 11,82% van de totale oppervlakte van de powiat.

## Demografie
Stand op 30 juni 2004:
| Omschrijving                   | Totaal | Totaal | Vrouwen | Vrouwen | Mannen | Mannen |
| ------------------------------ | ------ | ------ | ------- | ------- | ------ | ------ |
| eenheid                        | aantal | %      | aantal  | %       | aantal | %      |
| inwoners                       | 25 288 | 100    | 12 876  | 50,9    | 12 412 | 49,1   |
| bevolkingsdichtheid (inw./km²) | 337,6  | 337,6  | 171,9   | 171,9   | 165,7  | 165,7  |

In 2002 bedroeg het gemiddelde inkomen per inwoner 1282,96 zł.

## Administratieve plaatsen (sołectwo)
Ciechanki Krzesimowskie, Ciechanki Łęczyńskie, Karolin, Leopoldów, Łuszczów-Kolonia, Nowogród, Piotrówek Drugi, Podzamcze, Rossosz, Stara Wieś, Stara Wieś-Kolonia, Stara Wieś-Stasin, Trębaczów, Witaniów, Zakrzów, Zofiówka.

## Aangrenzende gemeenten
Ludwin, Mełgiew, Milejów, Puchaczów, Spiczyn, Wólka